# Боттер Гомес, Николь
Николь Боттер Гомес (итал. Nicole Botter Gomez; род. 6 июня 1997, Богота, департамент Кундинамарка) — итальянская конькобежка колумбийского происхождения, специализирующаяся в шорт-треке. Серебряная призёр чемпионата Европы.

## Биография
Николь Боттер Гомес родилась в Колумбии, а в 5 лет переехала вместе с семьёй в Италию, в южный Тироль. Изначально она жила в деревню Коллальбо, недалеко от спортивной площадки, наблюдая за тренировками фигуристов. И при поддержке родителей начала кататься на коньках в возрасте 5-х лет, когда была последний год в детсаде. Конькобежным спортом занялась в 6 лет.  
В 2015 году Николь участвовала на своём первом чемпионате мира в Осаке, где заняла 24-е место в личном зачёте. Через год в Софии стала 26-й в многоборье. В том же году она повредила лодыжку и на некоторое время ушла из соревновании. 
С ноября 2018 года начала выступления в Кубке мира, но выше 11-го места в личных гонках и 4-го в эстафетах не поднялась. В январе 2019 года Николь в составе национальной сборной участвовала на чемпионате Европы в Гданьске и в составе эстафеты заняла 5-е место, в марте на зимней Универсиаде в Красноярске заняла 
7-е место в беге на 500 м и 9-е в беге на 1500 м. 
В декабре на Кубке мира в Нагое выиграла первую золотую медаль в эстафете, а в начале 2020 года выиграла серебряную медаль в эстафете на чемпионате Европы в Дебрецене.
Николь Боттер Гомес окончила Научно-спортивную среднюю школа им. Г. Тониоло в Больцано. Выступает за клуб G.S. Fiamme oro